# James Clark Ross
James Clark Ross (Londres, 15 de Abril de 1800 — Aylesbury, 3 de Abril de 1862) foi um oficial da Marinha Real Britânica e explorador polar conhecido por suas explorações do Ártico, participando de duas expedições lideradas por seu tio Sir John Ross, e quatro lideradas por Sir William Parry e, em particular, para sua própria expedição à Antártica de 1839 a 1843.

## Biografia

### Exploração do Ártico
Ross nasceu em Londres, sobrinho de Sir John Ross, sob o comando do qual entrou para a Marinha Real em 1812, acompanhando-o na primeira viagem de Sir John ao Ártico em busca de uma passagem do noroeste em 1818. Entre 1819 e 1827, Ross participou de quatro Expedições ao Ártico sob o comando de Sir William Parry, e em 1829 a 1833, serviu novamente sob o comando de seu tio na segunda viagem de Sir John ao Ártico. Foi durante essa viagem que um pequeno grupo liderado por James Ross (incluindo Thomas Abernethy) localizou a posição do Pólo Magnético Norte em 1º de junho de 1831, na Península de Boothia, no extremo norte do Canadá. Foi nessa viagem, também, que Ross traçou as ilhas Beaufort, mais tarde renomeadas Clarence Islands por seu tio.
Em 1834, Ross foi promovido a capitão. Em dezembro de 1835, ele ofereceu seus serviços ao Almirantado para reabastecer 11 navios baleeiros que haviam ficado presos na Baía de Baffin. Eles aceitaram sua oferta e ele zarpou em HMS Cove em janeiro de 1836. A travessia foi difícil, e quando ele alcançou a última posição conhecida dos baleeiros em junho, todos, exceto um, conseguiram voltar para casa. Ross não encontrou nenhum vestígio deste último navio, William Torr, que provavelmente foi esmagado no gelo em dezembro de 1835. Ele retornou a Hull em setembro de 1836 com toda a sua tripulação em boas condições de saúde.
De 1835 a 1839, exceto por sua viagem com Cove, ele conduziu uma pesquisa magnética da Grã-Bretanha com Sir Edward Sabine.

### Exploração antártica

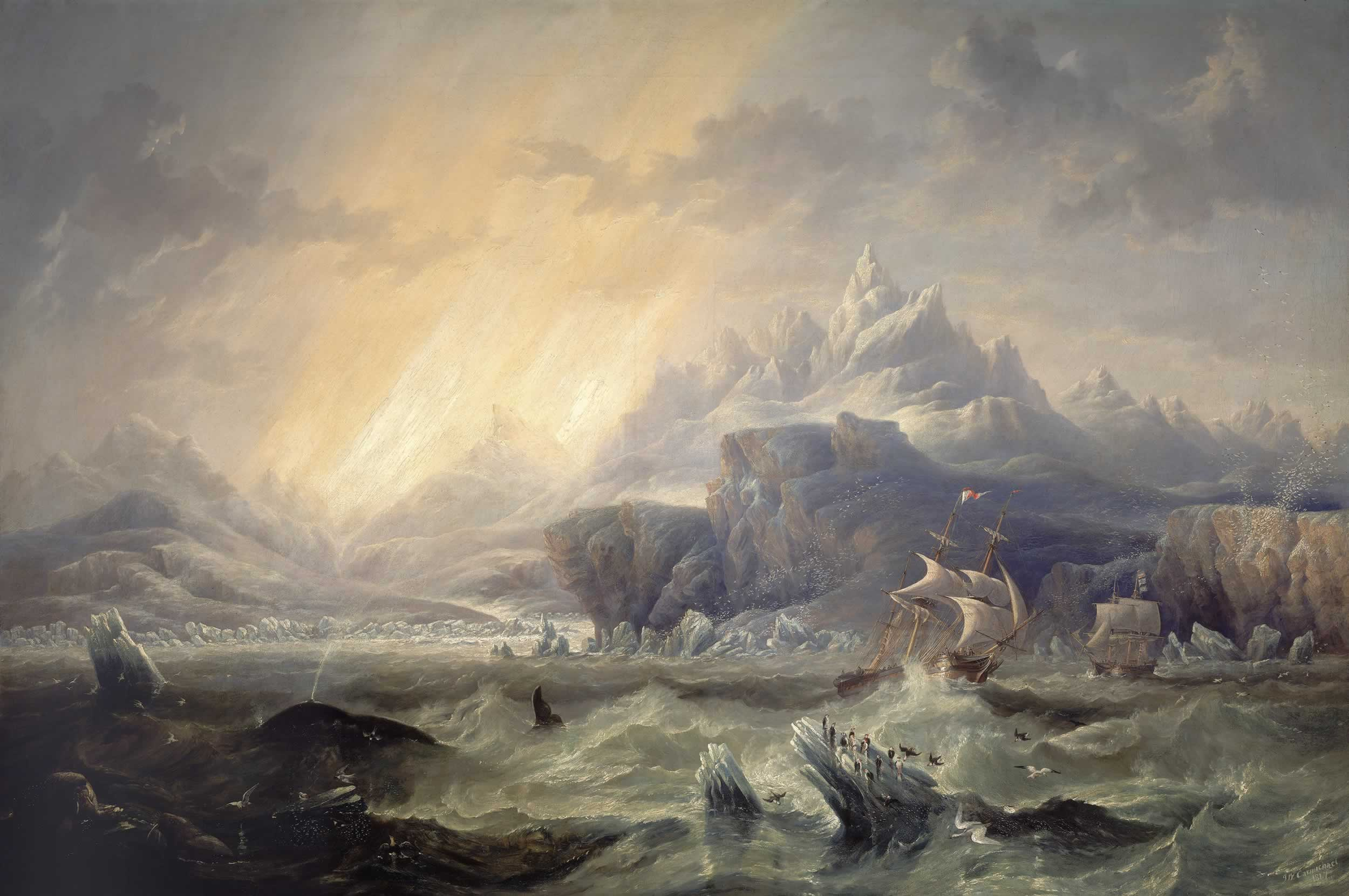
Expedição de Ross na Antártica, 1847, por John Carmichael

Entre 1839 e 1843, Ross comandou o HMS Erebus em sua própria expedição à Antártica e mapeou grande parte da costa do continente. O capitão Francis Crozier era o segundo em comando da expedição, comandando o HMS Terror. O apoio à expedição foi providenciado por Francis Beaufort, hidrógrafo da Marinha e membro de várias sociedades científicas. Na expedição estava Joseph Dalton Hooker, que havia sido convidado como cirurgião assistente do navio. Erebus e Terror eram navios-bomba - um tipo incomum de navio de guerra, tinham morteiros montados à frente perto da proa e elevados em um ângulo alto, projetando seu fogo em um arco balístico e construídos com cascos extremamente fortes, para resistir ao recuo das armas pesadas. Os navios foram selecionados para a missão na Antártica por serem capazes de resistir ao gelo espesso, como se provou na prática.
Em 1841, James Ross descobriu o Mar de Ross, a Terra Victoria e os vulcões Monte Erebus e Monte Terror, que receberam os nomes dos navios da expedição. Eles navegaram por 250 milhas náuticas (460 km) ao longo da borda da plataforma de gelo baixa e de topo plano que eles chamaram de Barreira ou Grande Barreira de Gelo, mais tarde chamada de Plataforma de Gelo Ross em sua homenagem. No ano seguinte, ele tentou penetrar ao sul a cerca de 55°W e explorou o lado oriental do que agora é conhecido como Ilha James Ross, descobrindo e batizando as ilhas Snow Hill e Seymour.
Ross relatou que Admiralty Sound lhe parecia ter sido bloqueado por geleiras em sua extremidade sul. Os navios de Ross chegaram de volta à Inglaterra em 4 de setembro de 1843. Ele foi condecorado com a Grande Médaille d'Or des Explorations em 1843, nomeado cavaleiro em 1844 e eleito para a Royal Society em 1848.

### Pesquisa sobre a expedição perdida de Franklin

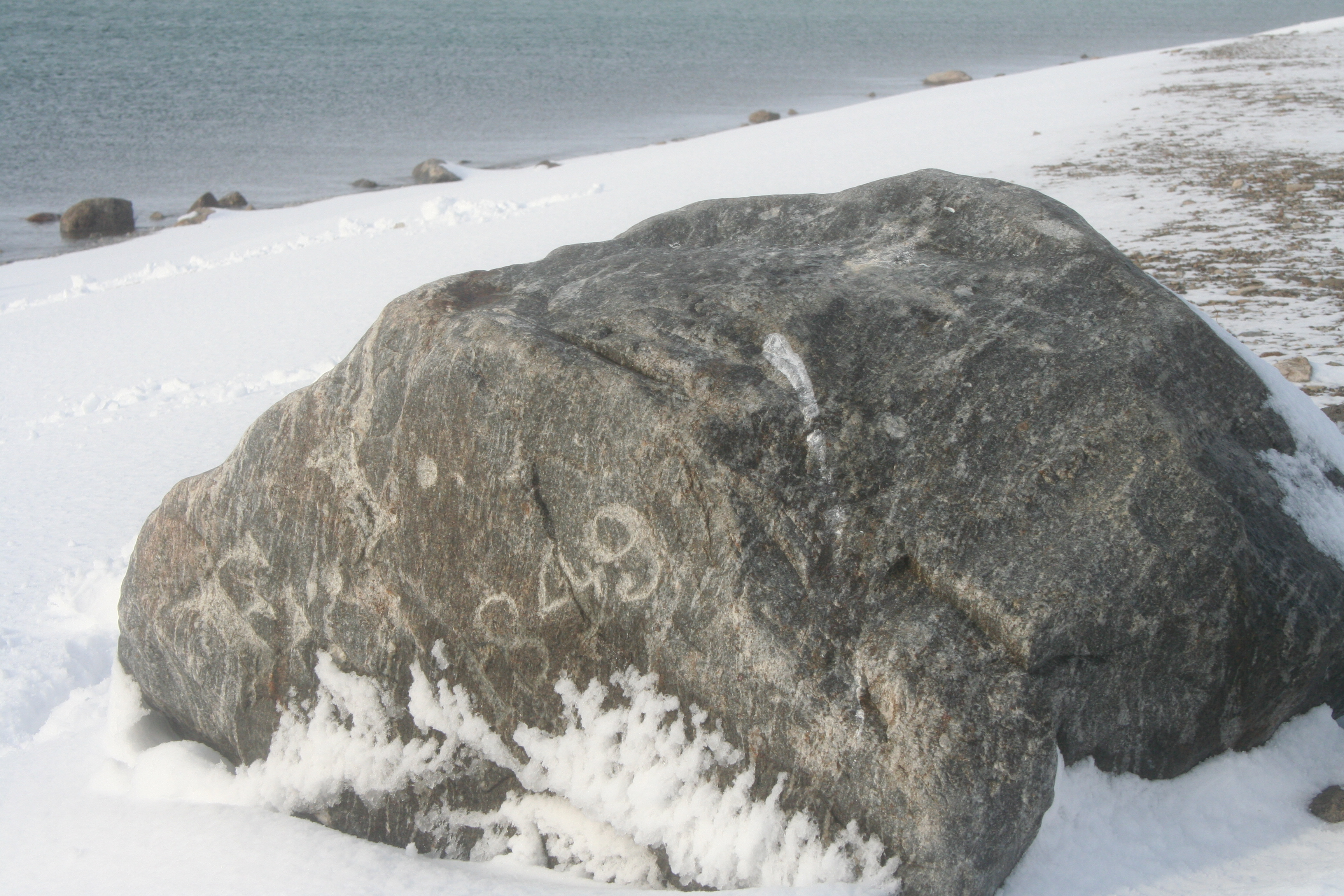
"EI 1849": Enterprise and Investigator, inscrito por um membro da tripulação da expedição Ross na Ilha Somerset

Em 1848, Ross foi enviado em uma das três expedições para encontrar Sir John Franklin. Os outros foram a expedição Rae-Richardson ao Ártico e a expedição a bordo do HMS Plover e do HMS Herald pelo Estreito de Bering. Ele recebeu o comando do HMS Enterprise, acompanhado pelo HMS Investigator. Por causa do excesso de gelo na Baía de Baffin, ele só alcançou a ponta nordeste da Ilha Somerset, onde ficou congelado em Port Leopold. Na primavera, ele e Francis McClintock exploraram a costa oeste da ilha de trenó. Ele reconheceu Peel Sound, mas achou que tinha muito gelo para que Franklin o usasse como local. Na verdade, Franklin a havia usada em 1846, quando a extensão do gelo marinho era atipicamente baixa. No verão seguinte, ele tentou chegar ao Canal de Wellington, mas foi bloqueado pelo gelo e voltou para a Inglaterra.